# Fredy Lienhard (Rennfahrer)

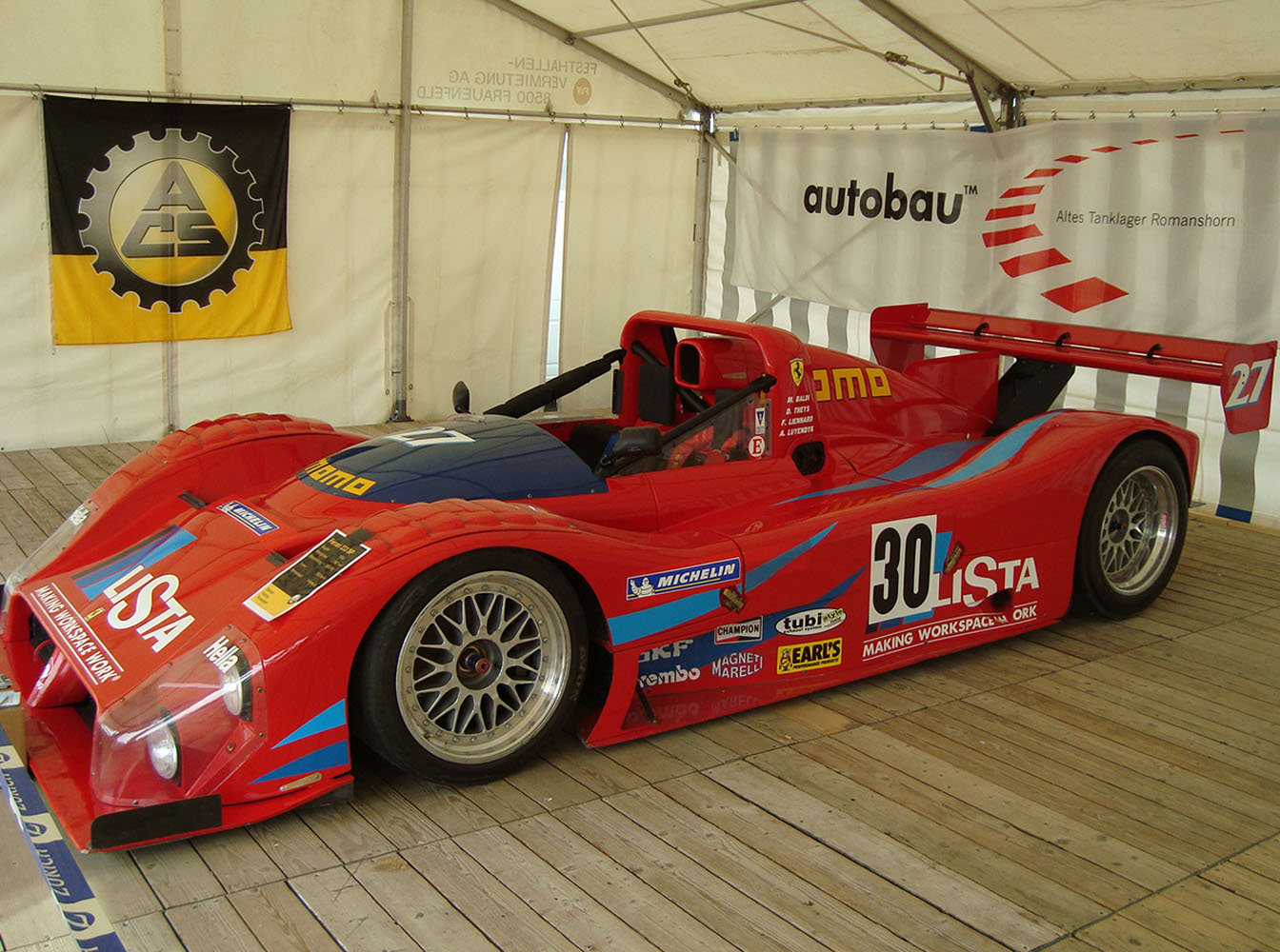
Ein Ferrari 333SP von Lista Racing

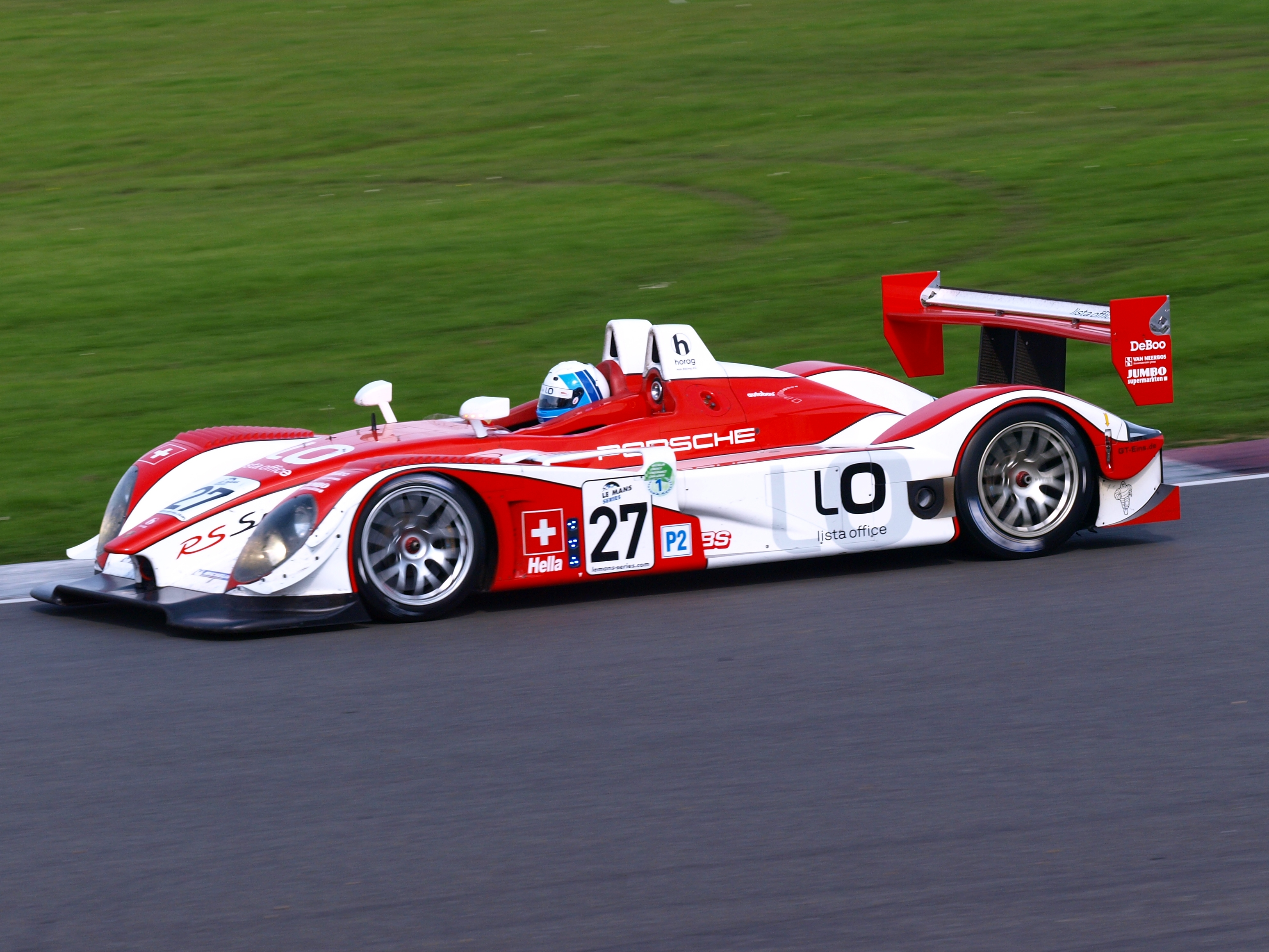
Fredy Lienhard im Porsche RS Spyder beim 1000-km-Rennen von Silverstone 2008

Alfred "Fredy" Lienhard (* 14. September 1947 in Herisau, Kanton Appenzell) ist ein Schweizer Unternehmer und Autorennfahrer.

## Leben und Wirken

### Berufliche Laufbahn
Fredy Lienhard übernahm 1970 als 22-Jähriger nach dem plötzlichen Tod von Seniorchef Alfred Lienhard die unternehmerische Verantwortung für Lista. Mit den Marken Lista Office LO, InterOffice und Denz baute Lienhard die Office Group auf. Diese gehört mittlerweile zu den führenden Herstellern und Anbietern von Büromöbelsystemen. Im Jahr 2014 übergab Lienhard nach über 44 Jahren sein Verwaltungsratspräsidenten-Mandat an Erwin Stoller ab. Tochter Franziska Lienhard Nava übernahm das Vizepräsidium.

### Autorennsport
Im Jahr 1968 gründete Fredy Lienhard das Team Lista Racing. In den 1970er und 1980er Jahren fuhr er in der Formel V und Formel 2, auch war Lienhard immer wieder an den Bergrennen in der Schweiz anzutreffen. Seinen grössten Sieg feierte Lienhard im Jahr 2002: In der Grand-Am Sports Car Series gewann er zusammen mit Didier Theys, Mauro Baldi und Massimiliano Papis das 24-Stunden-Rennen von Daytona mit einem Dallara SP1 von Doran Lista Racing.

### Autobau AG
Im Jahr 2007 kaufte Fredy Lienhard von der Gemeinde Romanshorn ein Areal mit brachliegenden Industriehallen. Dort entstand eine "Erlebniswelt" mit Namen autobau Factory. In den Hallen werden die Sammlerstücke aus dem Rennsport und dem privaten Bestand von Lienhard ausgestellt. Die autobau AG wurde auch mit dem Ziel gegründet, den Nachwuchs im Rennsport zu fördern. Der Grafiker Godi Leiser machte Lienhard Schenkungen seiner Werke rund ums Automobil, die kurz nach dem Tod von Leiser 2010 in einer Ausstellung in der autobau Factory gezeigt wurden.

## Statistik

### Erfolge
FIA Sportscar Championship
- Sieger in Zolder 1997 mit Didier Theys
- Sieger in Le Castellet 1998 mit Didier Theys

United States Road Racing Championship
- Sieger in Lime Rock 1999 mit Didier Theys

Grand-Am Sports Car Series / Rolex Sports Car Series
- Sieger in Road America 2000 und 2001 mit Didier Theys und Mauro Baldi
- Sieger des 6-Stunden-Rennen von Watkins Glen 2001 mit Didier Theys und Mauro Baldi
- Sieg beim 24-Stunden-Rennen von Daytona 2002 mit Max Papis, Didier Theys und Mauro Baldi

European Le Mans Series (LMS)
- Kategorie LMP2; Sieger des 1000-km-Rennen von Monza 2007 mit Eric van de Poele und Didier Theys

### Sebring-Ergebnisse
| Jahr | Team               | Fahrzeug          | Teamkollege       | Teamkollege  | Platzierung | Ausfallgrund    |
| ---- | ------------------ | ----------------- | ----------------- | ------------ | ----------- | --------------- |
| 1999 | Doran Enterprises  | Ferrari 333SP     | Mauro Baldi       | Didier Theys | Ausfall     | Getriebeschaden |
| 2000 | Doran Lista Racing | Doran Special     | Mauro Baldi       | Didier Theys | Rang 5      |                 |
| 2002 | Doran Lista Racing | Dallara LMP       | Mauro Baldi       | Didier Theys | Ausfall     | Unfall          |
| 2003 | Doran Lista Racing | Dallara LMP       | Eric van de Poele | Didier Theys | Rang 7      |                 |
| 2007 | Horag Racing       | Lola B05/40       | Eric van de Poele | Didier Theys | Ausfall     | Elektrik        |
| 2008 | Horag Racing       | Porsche RS Spyder | Jan Lammers       | Didier Theys | Rang 7      |                 |